# 20347 Wunderlich
A 20347 Wunderlich (ideiglenes jelöléssel 1998 HM121) a Naprendszer kisbolygóövében található aszteroida. A LINEAR projekt keretében fedezték fel 1998. április 23-án.